# Domanowice (gromada)
Domanowice (do 31 XII 1959 Ujeździec Wielki) – dawna gromada, czyli najmniejsza jednostka podziału terytorialnego Polskiej Rzeczypospolitej Ludowej w latach 1954–1972.
Gromady, z gromadzkimi radami narodowymi (GRN) jako organami władzy najniższego stopnia na wsi, funkcjonowały od reformy reorganizującej administrację wiejską przeprowadzonej jesienią 1954 do momentu ich zniesienia z dniem 1 stycznia 1973, tym samym wypierając organizację gminną w latach 1954–1972.
Gromadę Domanowice z siedzibą GRN w Domanowicach utworzono – jako jedną z 8759 gromad na obszarze Polski – w powiecie trzebnickim w woj. wrocławskim, na mocy uchwały nr 29/54 WRN we Wrocławiu z dnia 2 października 1954. W skład jednostki weszły obszary dotychczasowych gromad Domanowice, Biedaszków Mały, Komorówko, Koniowo, Ujeździec Mały i Ujeździec Wielki ze zniesionej gminy Trzebnica w tymże powiecie oraz Kaszyce Wielkie ze zniesionej gminy Prusice w powiecie milickim w tymże województwie. Dla gromady ustalono 21 członków gromadzkiej rady narodowej.
1 stycznia 1960 do gromady Domanowice włączono wsie Biedaszkowo, Brzezie i Janiszów ze zniesionej gromady Kuźniczysko oraz wsie Koczurki i Komorowo ze zniesionej gromady Ligota w tymże powiecie, po czym gromadę Domanowice zniesiono, przenosząc siedzibę GRN z Domanowic do Ujeźdźca Wielkiego i zmieniając nazwę jednostki na gromada Ujeździec Wielki.